# СИТ-тон
СИТ-тон (от специальный информационный тон, англ. special information tone, SIT) — стандартизированный набор внутриканальных тоновых сигналов, извещающих о проблеме с соединением. Сигнал обычно предваряет голосовое сообщение, уточняющее проблему.
Поскольку пользователи привыкли к СИТ-тонам, они в состоянии понять, что соединение не состоялось, даже если они не понимают языка, на котором записано последующее сообщение; в частности, они в состоянии отличить это сообщение от голосовой почты.
Подобно тональному сигналу готовности или сигналу «занято», СИТ-тон рассчитан одновременно на восприятие человеком и оборудованием. В Северной Америке набор тонов определяется стандартом SIT, созданным AT&T/Bellcore и содержит восемь сигналов. Набор сигналов включает, например, отсоединённый номер и занятость сети и позволяет автоматическому номеронабирателю принять осмысленное решение (в случае занятости звонок можно повторить позже; повторный набор бессмыслен для неподключённого номера).
ОКС-7 предлагает альтернативный набор сигналов.

## Противодействие телемаркетингу
Автоматические номеронабиратели, которые используются в телемаркетинге, обычно понимают СИТ-тоны. Поэтому устройства для фильтрации нежелательных звонков часто используют СИТ-тон Intercept, чтобы оборудование колл-центра пометило номер как отключённый. Аналогичного результата можно достичь, добавив СИТ-тон в сообщение голосовой почты.

## см. также
- Автоматический ответ телефонной сети